# Бельви (Италия)
Бельви (итал. Belvì) — коммуна в Италии, располагается в регионе Сардиния, в провинции Нуоро.
Население составляет 577  человек (30-06-2019), плотность населения составляет 31,88 чел./км². Занимает площадь 18 км². Почтовый индекс — 8030. Телефонный код — 0784.
Покровителем коммуны почитается святой Аврелий Августин, празднование 28 августа.

## Демография
Динамика населения:

## Администрация коммуны
- Официальный сайт: https://web.archive.org/web/20101019172931/http://www.comune.belvi.nuoro.it/

## Примечание
1. ↑  Statistiche demografiche ISTAT. demo.istat.it. Дата обращения: 22 ноября 2019. Архивировано из оригинала 24 июля 2019 года.